# ليشتنفلز (هسن)
ليشتنفلز هسن (بالألمانية: Lichtenfels, Hesse) هي بلدة، مدينة و بلدة ألمانية تقع في ألمانيا في Waldeck-Frankenberg. يقدر عدد سكانها بـ 4,925 نسمة .